# Congettura di Brocard
La congettura di Brocard è una congettura riguardante i numeri primi. 
Afferma che, se n>1 e {\displaystyle p_{n}} rappresenta l'n-esimo numero primo, allora ci sono almeno quattro primi tra {\displaystyle p_{n}^{2}} e {\displaystyle p_{n+1}^{2}}.
La sequenza del numero dei primi tra i quadrati dei primi è
2, 5, 6, 15, 9, 22, 11, 27 ...
La verità della congettura di Legendre implicherebbe che tra {\displaystyle p_{n}^{2}} e {\displaystyle p_{n+1}^{2}} (per n>1) esisterebbero almeno due primi: infatti esisterebbe un primo tra {\displaystyle p_{n}^{2}} e {\displaystyle (p_{n}+1)^{2}} e uno tra {\displaystyle (p_{n}+1)^{2}} e {\displaystyle (p_{n}+2)^{2}}, e la differenza tra due numeri primi non può mai essere minore di 2 (con l'eccezione di 2 e 3).